# Haarwasser

Werbung für Dr. Dralle Birken-Haarwasser, 1911

Ein Haarwasser ist ein Haarpflegemittel, das zur Pflege der Kopfhaut bzw. der Haare eingesetzt wird.

## Eigenschaften
Ein Haarwasser dient dazu, die Kopfhaut zu erfrischen und zu entfetten, das Haar zu parfümieren oder es leichter frisieren zu können. Daneben gibt es Produkte, die das Haarwachstum anregen, Schuppen beseitigen und die Kopfhaut desinfizieren sollen.

## Inhaltsstoffe
Haarwässer bestehen hauptsächlich aus Wasser und Alkohol, darunter meist Isopropanol oder Ethanol. Zusätzlich sind, je nach Verwendungszweck, Pflanzenextrakte mit Gerbstoffen, durchblutungsfördernde Stoffe (z. B. Menthol), Filmbildner, Antischuppenmittel (z. B. Schwefel), Duftstoffe, Farbstoffe und Vitamine enthalten.

## Anwendung
Zur Anwendung eines Haarwassers wird das Haar zunächst gewaschen oder feucht gemacht. Im nächsten Schritt werden ca. 20 ml des Haarwassers im Haar verteilt und in die Kopfhaut einmassiert.